# Goutrens
Goutrens település Franciaországban, Aveyron megyében. Lakosainak száma 478 fő (2022. január 1.). Goutrens Belcastel, Bournazel, Clairvaux-d’Aveyron, Escandolières, Rignac, Saint-Christophe-Vallon, Valady és Mayran községekkel határos.

## Népesség
A település népessége az elmúlt években az alábbi módon változott:
| Lakosok száma | 717  | 473  | 441  | 395  | 507  | 510  | 509  | 495  | 488  | 478  |
|               | 1968 | 1982 | 1990 | 2006 | 2013 | 2015 | 2017 | 2019 | 2020 | 2022 |